# About Face (Album)
About Face (englisch für „Kehrtwende“) ist das zweite Soloalbum des britischen Musikers David Gilmour, des Gitarristen und Sängers der Rockband Pink Floyd. Es wurde im März 1984 veröffentlicht. Die Titel wurden von Gilmour komponiert, die Texte der Titel Love on the Air und All Lovers Are Deranged schrieb The-Who-Musiker Pete Townshend.

## Hintergrund
Das Album wurde zusammen mit Andrew Jackson in Frankreich aufgenommen. Die Aufnahmen entstanden in einer Zeit, als die weitere Zukunft der Band Pink Floyd unklar war. Das Album wurde von James Guthrie in den Mayfair Studios in London abgemischt.
Gastmusiker auf dem Album waren Jeff Porcaro, Pino Palladino, Deep Purples Keyboarder Jon Lord und Steve Winwood. Auch Michael Kamen war an den Orchesterarrangements des Albums beteiligt, welche er im selben Jahr auch für Gilmours Ex-Pink-Floyd-Kollegen Roger Waters auf dessen Album The Pros and Cons of Hitch Hiking ausführte.
Das Album enthielt die Disco-Style-Single Blue Light und eine weitere Singleauskopplung: Love on the Air.
About Face wurde am 14. August 2006 in Europa als CD mit klanglicher Überarbeitung neu veröffentlicht, zwei der Lieder wurden dabei auch etwas länger aufgespielt.
Wie auch für Gilmours erstes Album zeichnete hier auch wieder die Firma Hipgnosis für die Covergestaltung verantwortlich, dessen Mitarbeiter Storm Thorgerson arbeitete für About Face unter dem Pseudonym „STd“.
Der zweite Song des Albums Murder ist dem 1980 erschossenen John Lennon gewidmet, den Gilmour verehrte, jedoch nie persönlich getroffen hatte. Der Text richtet sich im Mittelteil direkt an den Mörder, allerdings verwendet Gilmour ein Messer als Metapher (On your own admission you raised up the knife).

## Titelliste
Im Jahr 2006 erschien eine digital überarbeitete Version des Albums auf CD, diese enthielt außerdem längere Versionen einzelner Lieder als auf den vorherigen Veröffentlichungen. Die Länge der jeweils längeren Version auf dieser Ausgabe ist jeweils in Klammern angegeben.
1. Until We Sleep (David Gilmour) – 5:15 (5:20)
2. Murder (David Gilmour) – 4:59
3. Love on the Air (David Gilmour, Pete Townshend) – 4:19
4. Blue Light (David Gilmour) – 4:35
5. Out of the Blue (David Gilmour) – 3:35
6. All Lovers Are Deranged (David Gilmour, Pete Townshend) – 3:14
7. You Know I’m Right (David Gilmour) – 5:06
8. Cruise (David Gilmour) – 4:40
9. Let’s Get Metaphysical (David Gilmour) – 4:09
10. Near the End (David Gilmour) – 5:36 (5:50)

## Nicht verwendete Stücke
Gilmour hatte zwei weitere Melodien geschrieben, für die er keinen Text hatte.
Er fragte daher Roy Harper und, unabhängig davon, Pete Townshend, ob sie für die Melodien entsprechende Texte schreiben könnten. Beide Textvorschläge gefielen Gilmour aber nicht. So nutzte Harper seine Melodie für den Song „Hope“ für das 1985er Album zusammen mit Jimmy Page auf Whatever Happened to Jugula?. Townshend benutzte seine Melodie für den Song „White City Fighting“ auf seinem Soloalbum White City: A Novel aus dem Jahr 1984.

## Tournee

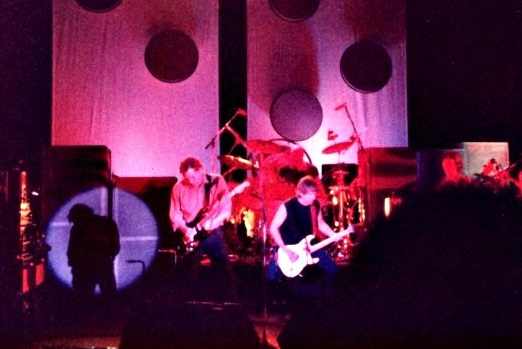
Gilmour bei einem Konzert der About-Face-Tournee in Brüssel (1984)

Zwischen März und Juli 1984 war Gilmour mit dem Album in Europa und Nordamerika unterwegs. Bei diesen Konzerten spielte er die folgenden Lieder:
1. Until We Sleep
2. All Lovers Are Deranged
3. There’s No Way Out of Here
4. Love on the Air
5. Mihalis
6. Cruise
7. Short & Sweet
8. Money (Pink Floyd)
9. Run Like Hell (Pink Floyd)
10. Out of the Blue
11. Let’s Get Metaphysical
12. You Know I’m Right
13. Blue Light
14. Murder
15. Near the End
16. Comfortably Numb (Pink Floyd)
17. I Can’t Breathe Anymore

### Live-Video
Weiterhin wurde im September 1984 ein Konzertfilm mit dem Titel Pink Floyd’s David Gilmour zu selbiger Tournee als VHS veröffentlicht. Dieser enthält die folgenden Titel:
1. Until We Sleep
2. All Lovers Are Deranged
3. There’s no Way out of Here
4. Short and Sweet
5. Run Like Hell (Pink Floyd)
6. Out of the Blue
7. Blue Light
8. Murder
9. Comfortably Numb (Pink Floyd)

## Mitwirkende
- Andrew Jackson – Recording Engineer
- Doug Sax – Mastering und Remastering
- James Guthrie – Mixing Engineer und Remastering
- Joel Plante – Remastering